# Giacomo del Pò

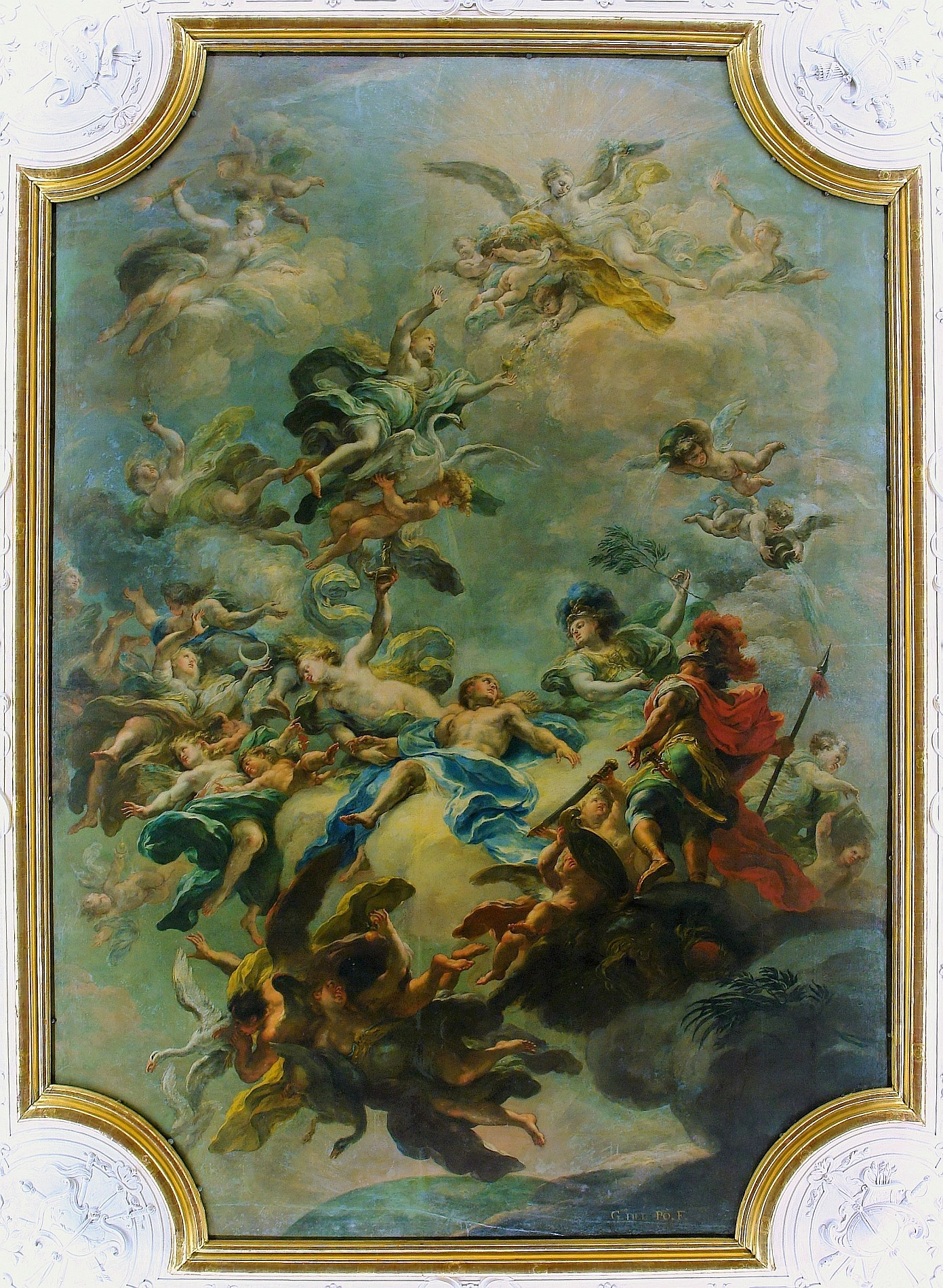
Giacomo Del Pò: Deckengemälde „Allegorie auf den Ruhm“ („Apotheose eines Helden“), 1720. Wien, Oberes Belvedere, ehem. Antichambre

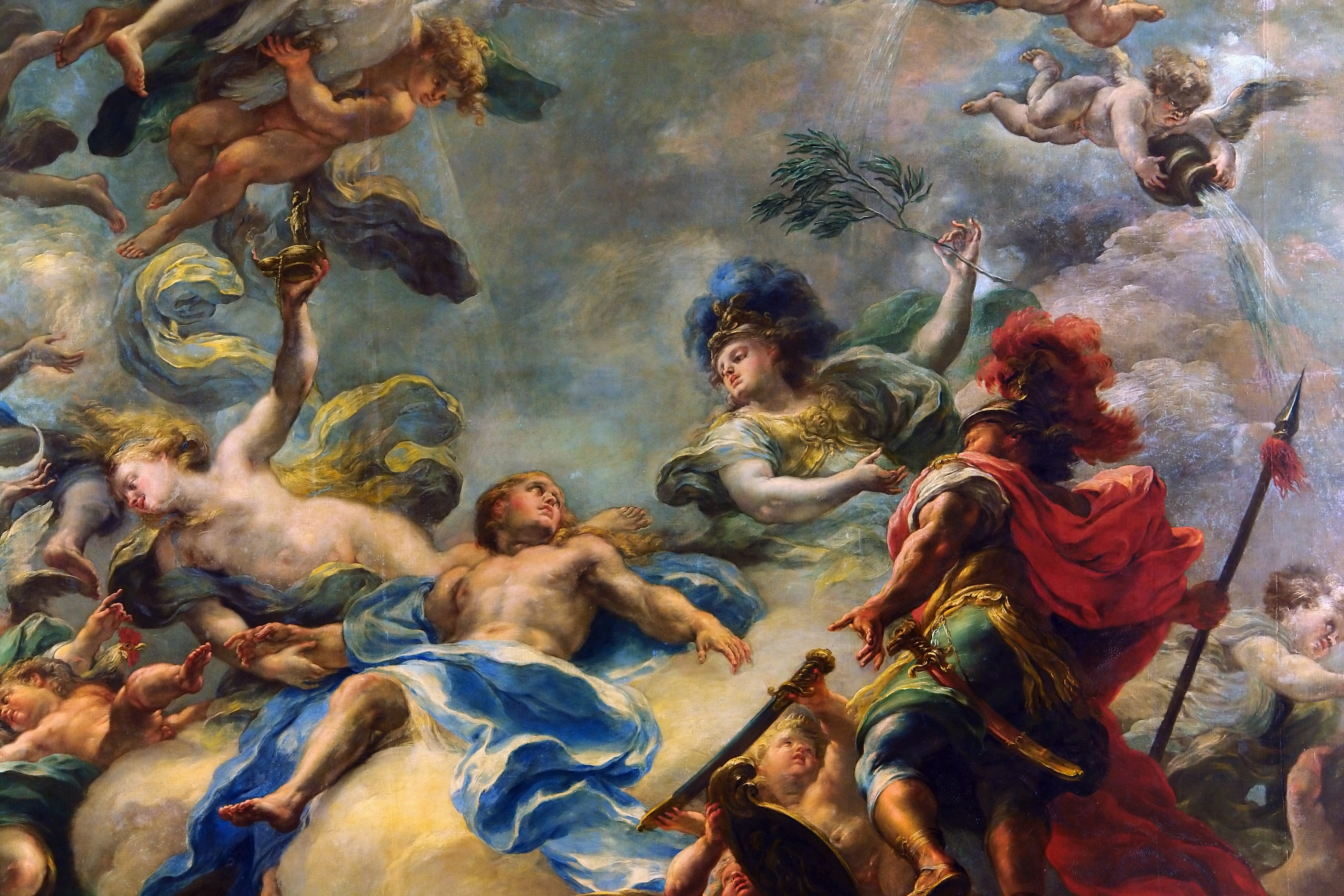
„Allegorie des Ruhms“ (Ausschnitt)

Giacomo del Pò (* 29. Dezember 1654 in Rom; † 16. November 1726 in Neapel) war ein italienischer Maler des Spätbarock.

## Leben
Del Pò war zunächst ein Schüler seines Vaters, des Malers und Kupferstechers Pietro del Pò. Dann ging er in die Werkstatt von Nicolas Poussin nach Rom. Schon als Zwanzigjähriger wurde er dort am 17. Juni 1674 Mitglied der Accademia di San Luca.
Ab 1683 ist er in Neapel nachgewiesen, wo er gemeinsam mit dem Maler Francesco di Maria (1623–1690) an Fresken in Adelspalästen arbeitete. Daneben betätigte er sich auch als Bühnenbildner für das Teatro di San Bartolommeo. Anfänglich dem Stil Poussins verpflichtet, wechselte er in Neapel in Richtung des neapolitanischen Barock, der von  Luca Giordano begründet und von seinem Schüler Francesco Solimena fortgesetzt wurde. 1720, zwei Jahre nachdem er seinen Wohnsitz in Wien genommen hatte, beauftragte Prinz Eugen von Savoyen del Pò mit drei großen Deckengemälden für das obere Belvedere. Seine Schwester Teresa del Pò arbeitete als Miniaturistin, der Stiefbruder Andrea del Pò soll auch ein Maler gewesen sein. Seine Schüler waren Gaetano Martoriello, Antonio Massaro und Luigi Lanzi.

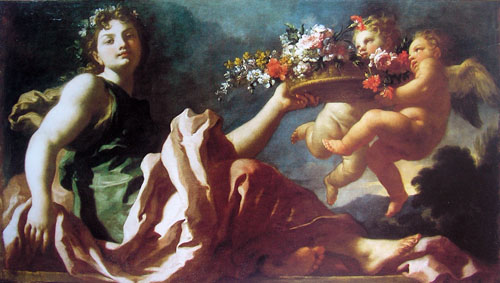
Giacomo del Pò: „Flora“. London, Privatbesitz

## Werke (Auswahl)
Werke in Rom
- Chiesa di Sant’Angelo in Pescheria (Rom): 2 Altarbilder
- Chiesa di Santa Marta (Rom). Tafelbild

Werke in Neapel
- Palazzo Carafa di Maddaloni: Im Piano nobile Fresken mit Francesco di Maria (1683) sowie mit Micco Spadaro, Francesco de Mura und Fedele Fischetti (1710)
- Palazzo Genzano: Freskendekoration in der Galerie
- Palazzo Caracciolo di Avellino:  Freskendekoration mit anderen Künstlern
- Palazzo dei Duchi di Casamassima: Fresken im Salon
- Palazzo Cellammare: Fresken,  gemeinsam mit Giacinto Diano  und Fedele Fischetti
- Palazzo Fondi: Freskendekoration gemeinsam mit Paolo de Matteis,
- Chiesa di Sant'Agostino degli Scalzi: „Heimsuchung“ (1685) und „Verkündigung“
- Chiesa di Santa Caterina a Formiello: Altarbilder San Domenico und drei Bilder  mit der Geschichte der Santa Caterina und Fresken (1702)
- Chiesa di San Gregorio Armeno: Fresken (1704)
- Chiesa di San Pietro a Maiella: Himmelfahrt (1705)
- Chiesa di Santa Maria dei Sette Dolori: Zwei Altarbilder „Kreuztragung“ und „Tod des Heilands“ (1706)
- Cappella Palatina im Palazzo Reale (Neapel): Fresken mit Szenen des Alten Testaments (1707)
- Chiesa di Santa Teresa degli Scalzi: Der karmelitaner Mönch Dominikus à Gesù Maria führt das katholische Heer in der Schlacht am Weissen Berg bei Prag (1708)
- Chiesa di San Pietro Martire:  Madonna del Rosario von 1717.
- Chiesa dei Girolamini: Altarbild San Casimiro
- Chiesa dei Santi Apostoli: Fresken Vita der Heiligen Gregor und  Troadio.
- Museo di Capodimonte: Entwürfe für Porzellanmalereien

Werke an anderen Orten
- Dom von Sorrent: „Mariä Himmelfahrt mit den  Aposteln Philippus und Jakobus den Jüngeren“ (1722)
- Museo Correale von Terranova: Altarbilder „Giovanni Grillo bei der Eroberung von Sorrent“, „Die Pest von Sorrent“ sowie „Madonna, Kind und Heiliger Gaetano“ und „Flucht nach Ägypten“ (1685) (aus der Basilica di Sant'Antonino in Sorrent)
- Chiesa di San Michele (Anacapri): „Christi Geburt“ und „Christus im Garten Gethsemane“
- Pinacoteca Civico im Palazzo Pianetti (Jesi): „Trinität, Madonna und Schutzengel“